# PUBG: Battlegrounds
PUBG: Battlegrounds (раније PlayerUnknown's Battlegrounds) је онлајн “бетл ројал“ игра развијена и објављена од стране Блухол студија. Игра је објављена 23. марта 2017 на Стиму преко бета програма Ерли ацес, а коначна верзија игре за Windows је објављена 20. децембра 2017. Истог месеца изашла је и пробна верзија за Xbox преко Xbox Гејм Превју програма. Игра је локализована и објављена од стране Тенцента-а који је такође објавио и мобилну верзију игре 20. марта 2018. До Марта 2018. године верзија за Windows продала је преко тридесет милиона копија и задржала врхунац истовременог броја играча од преко три милиона што је највише икада на Стиму, док је верзија за Xbox продала више од пет милиона примерака.